# Čimhová
Čimhová (in ungherese Csimhova) è un comune della Slovacchia facente parte del distretto di Tvrdošín, nella regione di Žilina.